# Comté de Colbert
Pour les articles homonymes, voir Colbert.
Le comté de Colbert est un comté des États-Unis, situé dans l'État de l'Alabama.

## Démographie
| 1870   | 1880   | 1890   | 1900   | 1910   | 1920   |
| ------ | ------ | ------ | ------ | ------ | ------ |
| 12 537 | 16 153 | 20 189 | 22 341 | 24 802 | 31 997 |

| 1930   | 1940   | 1950   | 1960   | 1970   | 1980   |
| ------ | ------ | ------ | ------ | ------ | ------ |
| 29 860 | 34 093 | 39 561 | 46 506 | 49 632 | 54 519 |

| 1990   | 2000   | 2010   | - | - | - |
| ------ | ------ | ------ | - | - | - |
| 51 666 | 54 984 | 54 428 | - | - | - |

### Comtés limitrophes
| Comté de Tishomingo (Mississippi) | Comté de Lauderdale | Comté de Lauderdale |
| Comté de Tishomingo (Mississippi) | Comté de Colbert    | Comté de Lawrence   |
| Comté de Tishomingo (Mississippi) | Comté de Franklin   | Comté de Lawrence   |